# Deflagratie
Deflagratie is de explosieve verbranding van een stof of mengsel. Dit verschilt van de verbranding van hout, papier e.d., waarbij de verbranding vrij langzaam verloopt. Voor deze materialen is zuurstoftoevoer noodzakelijk, zodat de verbrandingssnelheid geregeld kan worden door meer of minder lucht (zuurstof) toe te laten. Dit heet een (gewone) verbranding. 
Deflagerende stoffen worden toegepast in kruit en sassen. 
Bij deflagerende stoffen/mengsels, zoals zwart buskruit, die uit een brandstof (reductor) en een zuurstofverbinding (oxidator) zoals kaliumnitraat bestaan is toevoer van zuurstof uit de lucht niet nodig om de verbranding te onderhouden. De explosieve verbranding verloopt gewoonlijk dan ook veel sneller dan bij een gewone verbranding. Samengevat: Een verbranding die zich zelf kan onderhouden, zonder toevoeging van buitenaf is een explosieve verbranding of deflagratie.
Een dergelijk mengsel dat, indien niet opgesloten, onder de geluidssnelheid verbrandt, heet een sas. Deze 'sassen' worden veel gebruikt in vuurwerk en vuurwapens.
Een stof of een mengsel dat een deflagratie ondergaat wordt ook wel als een Low Explosive (LE) benoemd. Een stof die detoneert is een High Explosive (HE). Het resultaat van een LE hangt sterk af van de omgeving. Een LE die in open lucht wordt aangestoken, veroorzaakt een steekvlam, maar meestal geen knal. Verbrandt een LE echter in een afgesloten ruimte, zoals in vuurwerk, dan kunnen de expanderende gassen nergens heen, zodat de verpakking door de druk explodeert. Een HE veroorzaakt steeds een explosie, waarbij het minder van belang is of het al dan niet opgesloten is.